# Rialma
Rialma è un comune del Brasile nello Stato del Goiás, parte della mesoregione del Centro Goiano e della microregione di Ceres.

## Storia
Il villaggio, che poi darà origine alla città di Rialma fu fondato nel 1940 come colonia agricola. Il villaggio all’inizio si chiamava Barranca e i primi abitanti del villaggio erano i contadini della colonia e così fu costruita l’autostrada federale. Il 21 agosto 1949 il comune di Barranca fu elevato a distretto e fu rinominato Rialma

## Suddivisione amministrativa
Nella ripartizione territoriale del 2007 il comune è composto da 2 distretti: Rialma e Castrinópolis.